# Sidorejo (Rantau Selatan)
Sidorejo is een bestuurslaag in het regentschap Labuhan Batu van de provincie Noord-Sumatra, Indonesië. Sidorejo telt 4416 inwoners (volkstelling 2010).